# Grimmia decipiens
Grimmia decipiens là một loài Rêu trong họ Grimmiaceae. Loài này được (Schultz) Lindb. mô tả khoa học đầu tiên năm 1861.